# Lebrecht Friedrich Benjamin Lentin

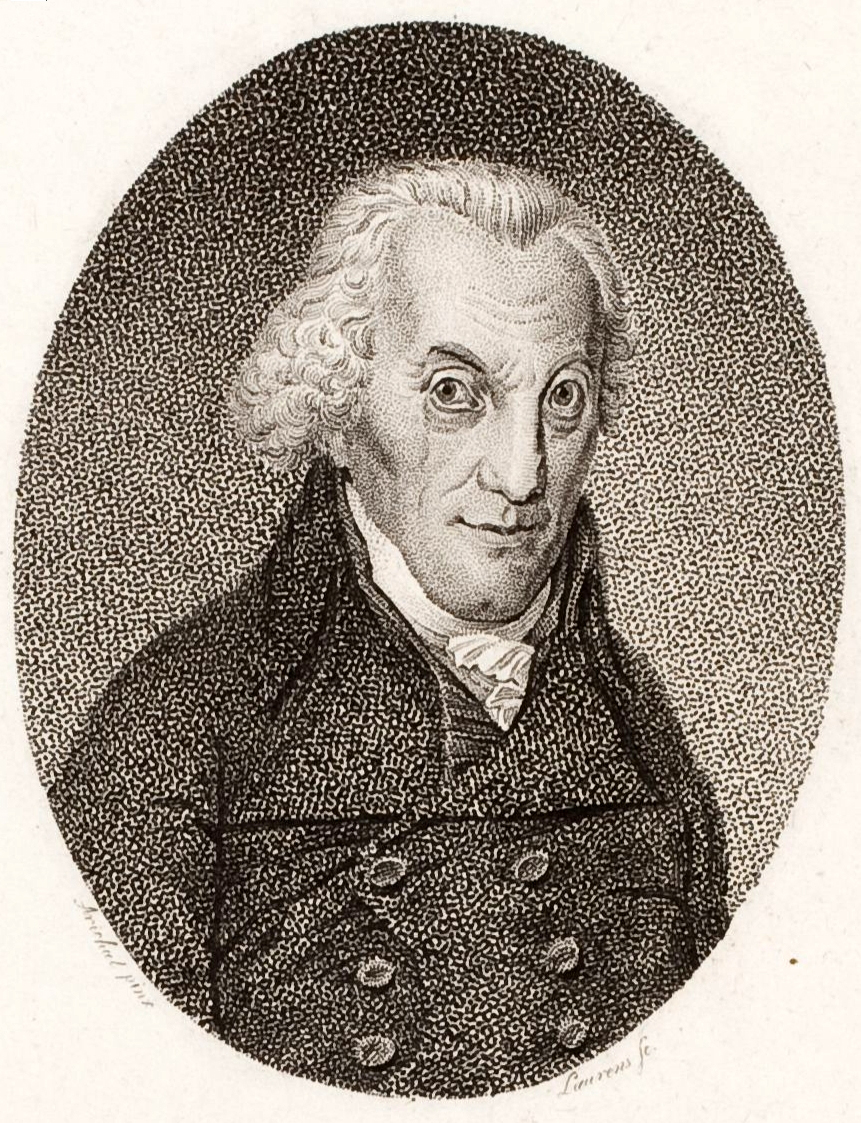
Brustbild des königlich-großbritannischen und kurfürstlich braunschweig-lüneburgischen Leibarztes Lebrecht Friedrich Benjamin Lentin;
um 1803 als Punktierstich (Ausschnitt) von Johann Daniel Laurenz junior nach einem Bildnis des Malers Francis Arichall; Porträtsammlung der Herzog August Bibliothek in Wolfenbüttel

Lebrecht Friedrich Benjamin Lentin (auch Leberecht; * 11. April 1736 in Erfurt; † 26. Dezember 1804 in Hannover) war ein deutscher Arzt und zu seiner Zeit bekannter Autor medizinischer Werke.

## Leben und Wirken
Lebrecht Friedrich Benjamin Lentin war Sohn von Caspar Friedrich Lentin, Doktor der Rechtswissenschaften, in Erfurt zweiter Bürgermeister und Vorsteher des Armenhauses. Lentins Großvater war ein aus Sizilien (dem Ort Lentini) eingewanderter Kaufmann. Die Mutter von Lentini war die Tochter Eleonore Johanne Magdalene des Hofrats und Göttinger Jura-Professors Tobias Jacob Reinhardt.
Lentin studierte ab 1749 in Erfurt (zunächst klassische Sprachen und Literatur) und  ab 1754 Medizin in Göttingen, wo er 1756 in Medizin promoviert wurde (Dissertation: De praerogativa venaesectionis in partibus laborantibus). 1756 war er Arzt (Landphysikus, ohne Besoldung) in Diepholz und ab 1758 in Dannenberg, wo er zwar auf einer bezahlten Stelle war, aber kaum sein finanzielles Auskommen fand. Schon 1757 veröffentlichte er über elektrische Versuche. 1771 wurde er Arzt (Physikus und Garnisonsmedicus) in Ratzeburg (mit gutem finanziellen Auskommen) und ab 1774 war er Bergmedikus und Stadtarzt (Stadtphysikus) in Clausthal. Die Stelle war mit 600 Talern besser dotiert. Lentin hatte inzwischen für eine große Familie zu sorgen, Lentin hatte aber trotzdem finanzielle Probleme und die Arbeit war anstrengend. Einen Ruf als Medizinprofessor nach Göttingen von 1783 lehnte er ab. 1783 wurde er Arzt (Physikus) in Lüneburg und 1796 zweiter Leibarzt des Königs von Hannover und ging nach Hannover (einen gleichzeitig ergangenen Ruf als Hofmedikus nach Kopenhagen lehnte er ab). In Hannover hatte er trotz stärkerer Konkurrenz eine gut gehende Praxis. 1799 verfasste er im Auftrag der Regierung des Kurfürstentums eine Apothekertaxe für das Kurfürstentum Hannover. Seine letzten Lebensjahre waren verdunkelt durch den Tod seines talentierten Sohnes (ebenfalls Mediziner) und seines Freundes Johann Ernst Wichmann (ebenfalls Hofmedikus) sowie die Besetzung Hannovers durch die Franzosen.
1792 wurde er Mitglied der Göttinger Akademie der Wissenschaften. Für die Göttinger Akademie und deren Anzeigen rezensierte er 1778 bis 1794 praktische medizinische Werke. Am 20. November 1793 wurde er mit dem akademischen Beinamen Latrodorus als Mitglied (Matrikel-Nr. 973) in die Leopoldina aufgenommen.
Er lernte Italienisch und übersetzte medizinische Werke und 1783 ein Buch über den Vesuv (von J. M. Della Torre) aus dem Italienischen und 1779 ein Buch über die Pest und andere Infektionskrankheiten von Karl von Mertens aus dem Lateinischen. Zu seinem Erfolg als medizinischer Schriftsteller trug nach seinem Biographen Ernst Gurlt (Artikel in ADB) sein gefälliger, eleganter, manchmal humorvoller Stil bei und er war aufgeschlossen gegen Neuerungen, lehnte aber die strikte Anhängerschaft zu medizinischen Schulen ab. Er war zu seiner Zeit einer der wenigen Ärzte, die auch Chirurgie betrieben und darüber veröffentlichten. Von Bedeutung waren seine Darstellungen von Epidemien und er förderte die wissenschaftliche Ohrenheilkunde.
Der Arzt Johann David Wilhelm Sachse war sein Schwiegersohn, der Würzburger Gynäkologe und Geburtshelfer Adam Elias von Siebold, dessen Wirkstätte Lentin im Oktober 1798 besucht hatte, war mit Lebrecht Lentin befreundet.

## Schriften
- Observationum medicarum Fasciculus, 2 Teile, Leipzig 1774, 1770
- Beobachtungen einiger Krankheiten, Göttingen: Vandenhoeck 1774, Digitalisat (über Beobachtung von Krankheiten im Lauenburgischen)
- Grundsätze zu der von der Regierung zu Hannover (1775) publicirten Vorbauungskur gegen die Hornviehseuche, 1776
- Memorabilia circa aërem, vitae genus, sanitatem et morbos Clausthaliensium anno 1774–1777, Göttingen 1779
  - deutsche Übersetzung: Denkwürdigkeiten, betreffend Luftbeschaffenheit, Lebensart u. s. w. der Einwohner Clausthals, 1800
- Beobachtungen der epidemischen und einiger sporadischer Krankheiten am Oberharze vom Jahre 1777 bis inclusive 1782, 1783
- Beyträge zur ausübenden Arzneywissenschaft, 3 Bände, Leipzig 1789, Digitalisat, 1798, 1804
- Beyträge zur ausübenden Arzneywissenschaft, Supplementband, Leipzig: Crusius, 1808, mit der Lebensbeschreibung von Lentin von Wilhelm Sachse (Leibarzt des Herzogs von Mecklenburg-Schwerin und Schwiegersohn von Lentin), google books
- De Aphtis, Mémoires Soc. Royale Med., Paris, Band 8, 1790 (Bände für 1787, 1788, Pariser Preisschrift)
- Tentamen vitiis auditus medendi, maximam partem novissimis Anatomicorum et Chirurgorum inventis adstructum, Göttinger Commentationen, Band 11, 1793[3]
- Nachricht von den Gesundbrunnen und Bädern in Rehburg, 1803